# Lučenec
Lučenec (en húngaro: Losonc) es la capital del distrito de Lučenec en la región de Banská Bystrica, Eslovaquia, con una población estimada a final del año 2024 de 24 661 habitantes.
Se encuentra ubicada en el centro-sur de la región, en el valle del río Ipoly —un afluente izquierdo del Danubio— y cerca de la frontera con Hungría.

## Demografía
| Año        | 1994   | 2004    | 2014    | 2024     |
| ---------- | ------ | ------- | ------- | -------- |
| Población  | 29 023 | 28 039  | 28 204  | 24 661   |
| Diferencia |        | −3,39 % | +0,58 % | −12,56 % |

| Año        | 2023   | 2024    |
| ---------- | ------ | ------- |
| Población  | 25 018 | 24 661  |
| Diferencia |        | −1,42 % |